# 荚囊蕨属
荚囊蕨属（学名：Cleistoblechnum）是乌毛蕨科的一属植物。

## 下属物种
本属包括以下物种：
- 天长乌毛蕨 Cleistoblechnum eburneum (Christ) Gasper & Salino, 2016，基异名：Blechnum eburneum Christ